# Estación de Saint-Ouen (Metro de París)
La estación de Saint-Ouen es una estación de la línea 14 del Metro de París situada en Saint-Ouen.
Ofrece una conexión con la estación de Saint-Ouen de la línea C de la red de cercanías.

## Historia
La estación fue inaugurada el 14 de diciembre de 2020.